# Christian Bermúdez Gómez
Christian Bermúdez Gómez (n. San Isidro de El General, Costa Rica) es un futbolista costarricense que juega como mediocampista y actualmente milita en AS Puma Generaleña de la Segunda División de Costa Rica.